# Generaciones de Noé

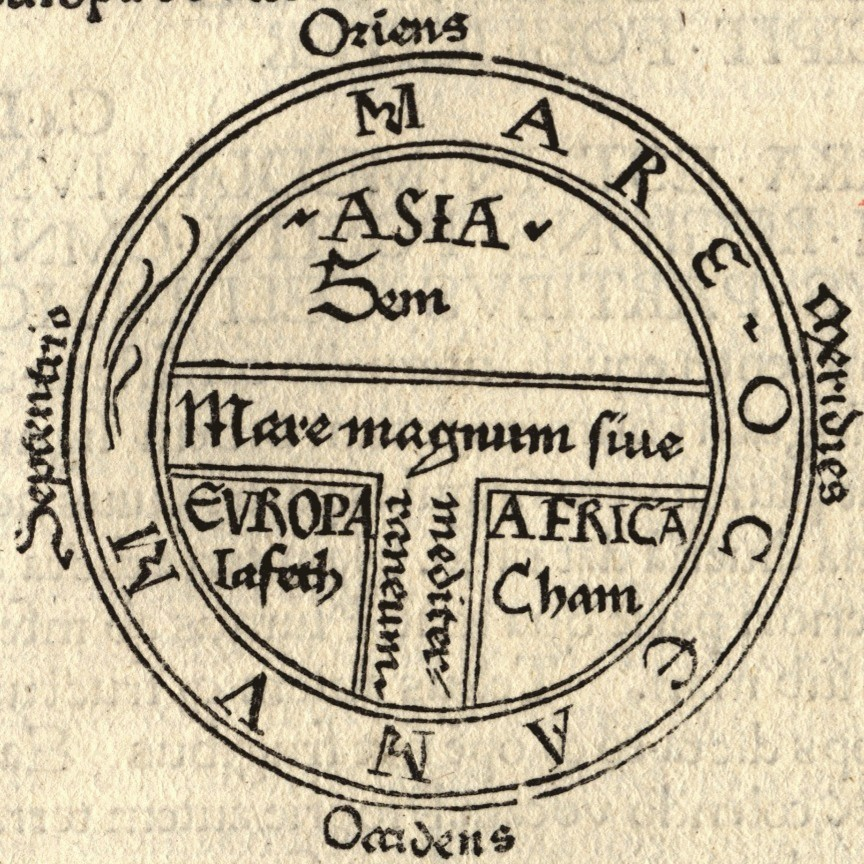
Este mapa de T en O, desde la primera edición impresa de Etimologías de Isidoro, identifica a los tres continentes conocidos como poblados por los descendientes de Sem (Sem), Iafeth (Jafet) y Cham (Cam).

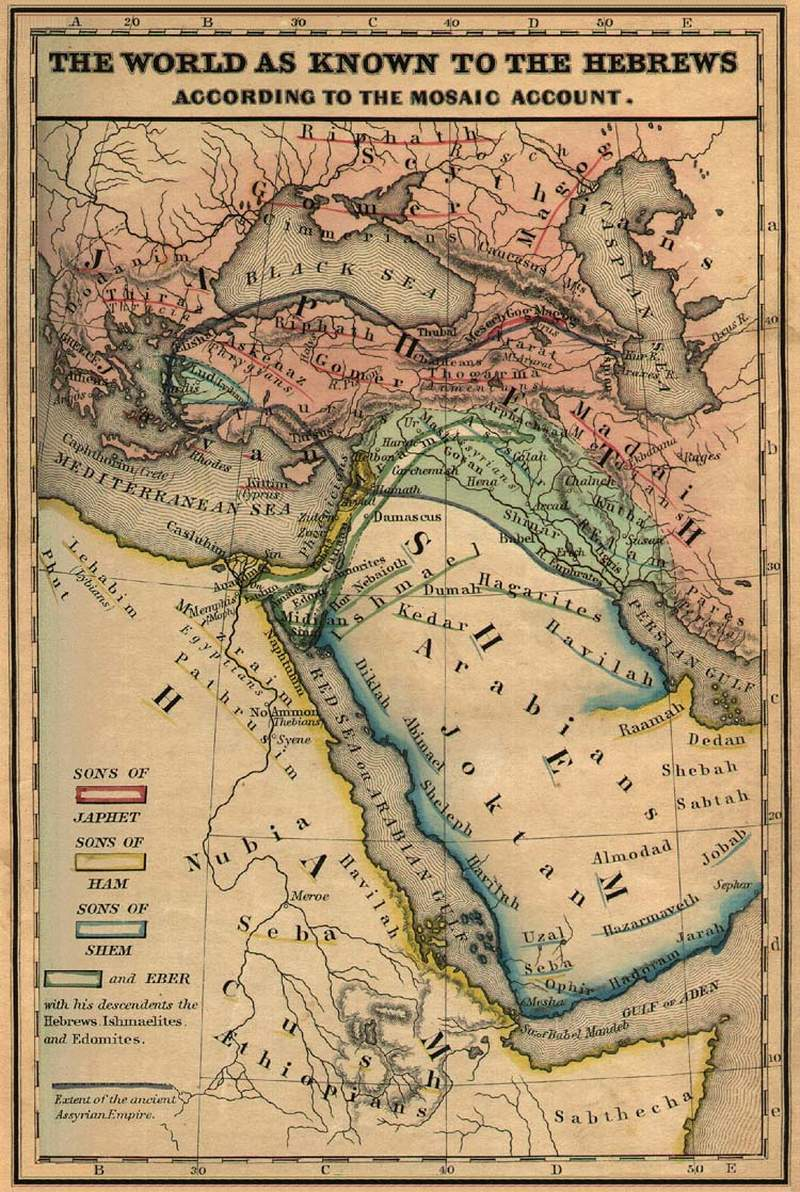
El mundo de acuerdo con el registro mosaico (1854).

Las Generaciones de Noé o Tabla de Naciones (Génesis 10 de la Biblia hebrea o Antiguo Testamento) es una etnología tradicional que representa la expansión de la humanidad desde los descendientes de Noé y su dispersión en muchas tierras después del Diluvio. El término «naciones» para describir a los descendientes es la traducción de la palabra hebrea «goy», siguiendo los términos «nationes»/«nationibus» de la Vulgata latina (c. 400), y no tiene las mismas connotaciones políticas que la palabra conlleva actualmente.
La lista de 70 nombres introduce por primera vez una serie de gentilicios conocidos y topónimos importantes de la geografía bíblica tales como los tres hijos de Noé: Sem, Cam y Jafet, desde los cuales se derivan semita, camita y jafetita; algunos de los nietos de Noé incluyendo Elam, Asur, Aram, Cus y Canaán, derivándose elamita, asirio, arameo, cusita y cananeo; así como otros descendientes incluyendo a Eber (de donde viene hebreo), el cazador-rey Nemrod, los filisteos y los hijos de Canaán incluyendo Het, Jebus y Amori, derivándose hitita, jebuseo y amorreo.
Como el cristianismo se extendió por el mundo romano, se adoptó la idea de que todos los pueblos del mundo son descendientes de Noé. Pero la tradición de las identificaciones judías helenísticas de la ascendencia de los diversos pueblos, que se concentraban en gran medida en el mundo mediterráneo y el Cercano Oriente y que son descritas a continuación, se volvió muy cerrada. Los pueblos del norte, de importancia para el mundo tardorromano y medieval, como los celtas, eslavos, germanos y nórdicos no estaban incluidos, ni tampoco estaban otros pueblos del mundo. Una variedad de arreglos imaginativos fueron ideados por los estudiosos, con, por ejemplo, los escitas, descritos en la tradición, siendo identificados como los antepasados de gran parte del norte de Europa.
Según Joseph Blenkinsopp, los 70 nombres de la lista expresan simbólicamente la unidad del género humano, que corresponde a los 70 descendientes de Israel que descienden a Egipto con Jacob en Génesis 46, 27 y a los 70 ancianos de Israel que visitan a Dios con Moisés en la ceremonia de pacto en Éxodo 24, 1-9.

## Tabla de Naciones

### Libro de Génesis

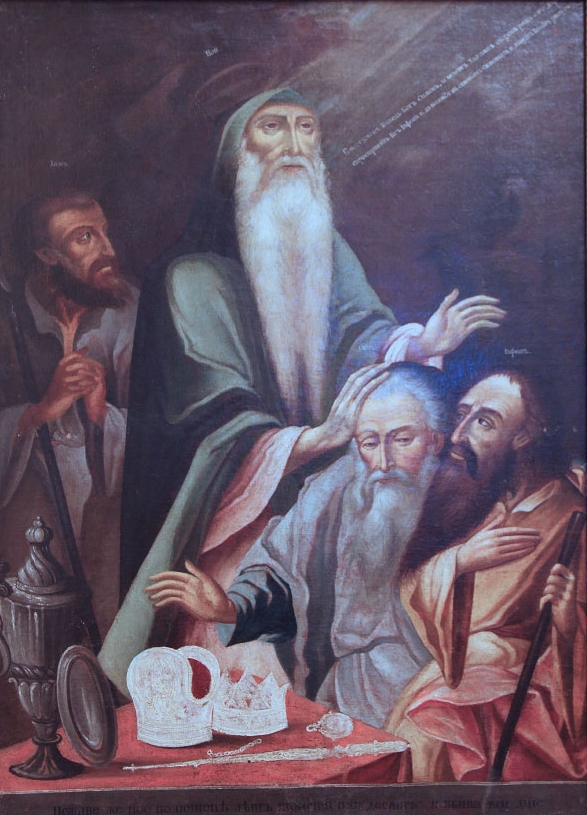
Noé dividiendo el mundo entre sus hijos. Pintor anónimo; Rusia,.

Los capítulos 1-11 del libro del Génesis se estructuran en torno a cinco declaraciones toledot («estas son las generaciones de...»), de las cuales «las generaciones de los hijos de Noé: Sem, Cam y Jafet», es la cuarta. Los acontecimientos anteriores al Diluvio de Noé, el toledot central, corresponden a los posteriores: el mundo después del Diluvio es una nueva creación que corresponde a la narración de la creación del Génesis, y al igual que Adán, Noé tiene tres hijos que poblarán el mundo. Las analogías se extienden hacia adelante, así: hay 70 nombres en la tabla, lo que corresponde a los 70 hijos de Israel que descienden a Egipto al final de Génesis y a los 70 ancianos de Israel que van a la montaña en el Sinaí para encontrarse con Dios en el Éxodo. La fuerza simbólica de estos números es subrayada por la forma en que los nombres se organizan con frecuencia en grupos de siete, lo que sugiere que la Tabla es un medio simbólico, implicando un deber moral universal.
La estructura general de la Tabla es la siguiente:
1. Fórmula introductoria, v. 1.
2. Jafet, vv. 2-5.
3. Cam, vv. 6-20.
4. Sem, vv. 21-31.
5. Fórmula final, v. 32.
El principio general que rige la asignación de varios pueblos dentro de la tabla es difícil de discernir: se pretende describir a toda la humanidad, pero se limita a las tierras egipcias del sur, las tierras de Mesopotamia y Asia Menor y los griegos jónicos; y los «hijos de Noé» no están organizados por la geografía, el idioma o los grupos étnicos dentro de estas regiones. La tabla está, de hecho, llena de dificultades: por ejemplo, los nombres de Sheba y Havila aparecen dos veces, primero como descendientes de Cus, hijo de Cam (v. 7), y luego como hijos de Joctán, el bisnieto de Sem; y mientras que los cusitas son africanos en los versículos 6-7, son mesopotámicos en los versículos 10-14.
La fecha de composición de Génesis 1-11 no se puede fijar con precisión, aunque parece probable que un breve núcleo temprano fue ampliado posteriormente con los datos adicionales. Porciones de la propia Tabla pueden derivar del siglo X a. C., mientras que otras reflejan el siglo VII a. C., y revisiones sacerdotales en el siglo V a. C. Su combinación de alcance mundial, el mito y la genealogía corresponde al trabajo del historiador griego Hecateo de Mileto, activo c. 520 a. C.

### Libro de Crónicas
I Crónicas 1 incluye una versión de la Tabla de Naciones del Génesis, pero editada para resaltar que la intención es establecer el trasfondo de Israel. Esto se realiza mediante la condensación de varias ramas para centrarse en la historia de Abraham y su descendencia. Lo más notable es que omite Génesis 10:9-14, donde Nimrod, un hijo de Cus, está vinculado a varias ciudades de Mesopotamia, eliminando a Cus de cualquier conexión mesopotámica.

### Libro de los Jubileos

Mapa jónico del mundo.

La Tabla de Naciones es ampliada detalladamente en los capítulos 8-9 del Libro de los Jubileos, a veces conocida como el «Génesis Menor», una obra de principios del período del Segundo Templo. Jubileos es considerado por la mayoría de los cristianos y las sectas judías como pseudoepigráfico, pero se cree que tuvo relación con muchos de los Padres de la Iglesia. Se cree también que su división de los descendientes de Noé por todo el mundo fue fuertemente influenciada por el «mapa jónico del mundo», descrito en las Historias de Heródoto, y cabe pensar que el tratamiento anómalo de Canaán y Madai se debe a la «propaganda en favor de la expansión territorial del estado asmoneo».

### Versión de la Septuaginta
La Biblia hebrea fue traducida al griego en Alejandría, a petición de Ptolomeo II, que reinó sobre Egipto entre 285–246 a. C. Su versión de la Tabla de Naciones es sustancialmente la misma que la del texto hebreo, pero con las siguientes diferencias:
- Se enumera a Elisa como un hijo extra de Jafet, dándole ocho en lugar de siete, sin dejar de ponerlo en la lista también como un hijo de Javán, como en el texto masorético.
- Considerando que el texto hebreo lista a Sela como el hijo de Arfaxad en la línea de Sem, la Septuaginta tiene a un Cainán como el hijo de Arfaxad y padre de Sela (el Libro de los Jubileos da un margen considerable a esta figura). Cainán vuelve a aparecer al final de la lista de los hijos de Sem.
- Obal, octavo hijo de Joctán en el texto masorético, no aparece.[10]

## Los hijos de Noé: Sem, Cam y Jafet

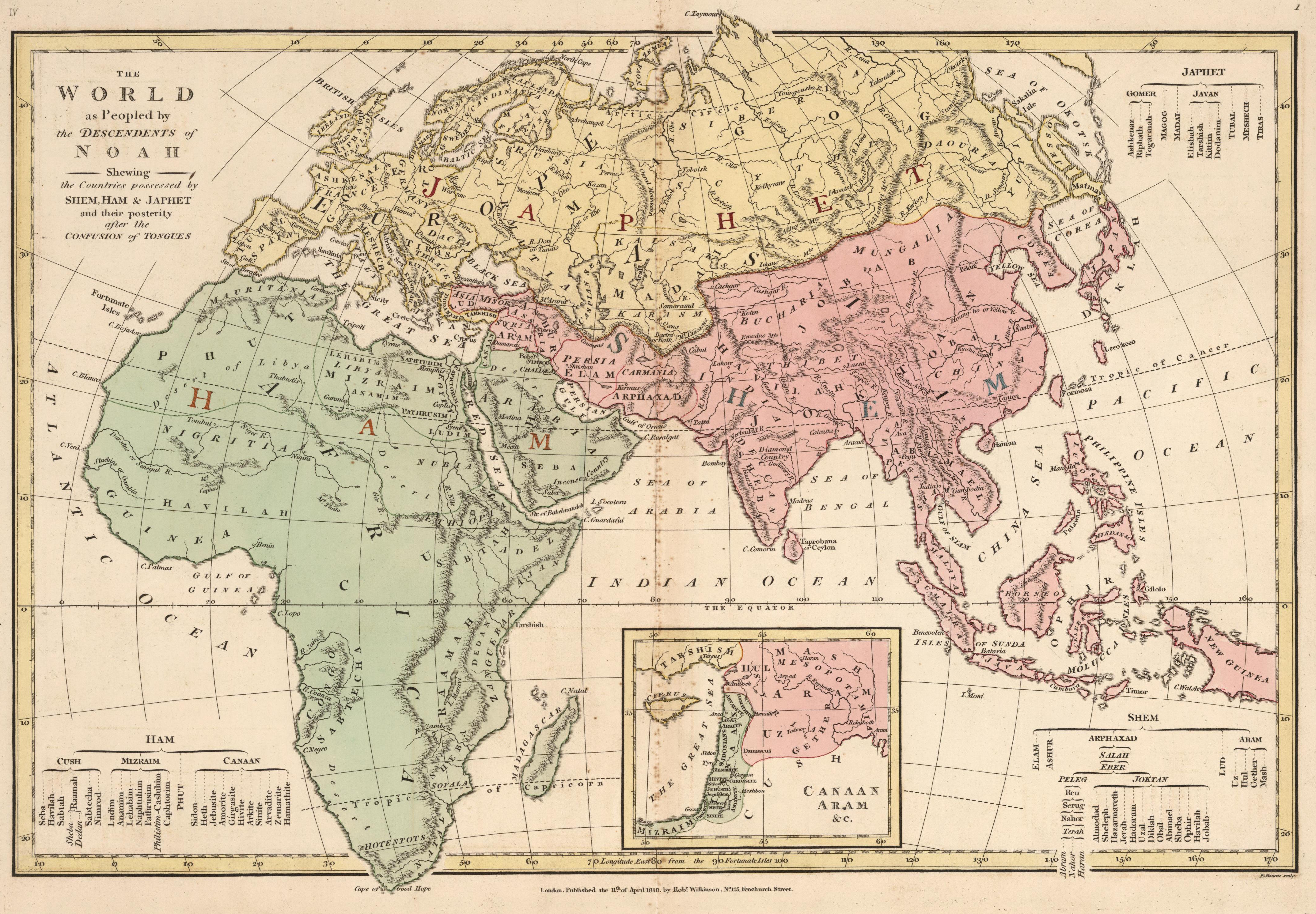
Mapa de Robert Wilkinson (1823). Con anterioridad a la mitad del, Sem es asociado con todos los de Asia; Cam, con toda África; y Jafet, con toda Europa.

La historia del Diluvio cuenta cómo Noé y sus tres hijos Sem, Cam y Jafet, junto con sus esposas, se salvaron de la inundación para repoblar la Tierra.
- El nombre de Sem (Shem) significa «nombre» o «fama». A través de Eber se convirtió en el antepasado de Abraham y, por lo tanto, de los israelitas.[11] En opinión de algunos estudiosos europeos del siglo XVII (por ejemplo, John Webb), el pueblo de China y la India descendían de Sem. Tanto Webb y los jesuitas franceses pertenecientes a la escuela figurista (finales del siglo XVII-siglo XVIII) fueron aún más lejos, identificando el legendario Emperador Yao de la historia de China con el propio Noé.
- Cam es el antepasado de Cus, Egipto y Put, la tierra de Canaán, cuya superficie incluye partes de África, Arabia, Siria-Palestina y Mesopotamia. La etimología de su nombre es incierta; algunos estudiosos lo han vinculado a los términos relacionados con la divinidad, pero es poco probable un estatus divino o semidivino de Cam.[12]
- Jafet es aparentemente el hijo menor, aunque su linaje es dado primero. Su nombre está asociado a la mitología griega con el titán Jápeto, y sus hijos incluyen a Javán, las ciudades de habla griega de Jonia. En Génesis 9, 27 se forma un juego de palabras con la raíz hebrea ypt: «Engrandezca [lit. haga espacio; hifil de la raíz ypt] Dios a Jafet; que habite en las tiendas de Sem, y que Canaán sea su siervo».

## Interpretaciones etnológicas

### En Flavio Josefo

Identificaciones geográficas de Flavio Josefo, c. 100 d. C.

El historiador judeorromano del siglo I Flavio Josefo, en Antigüedades judías, Libro 1, capítulo 6, fue el primero de muchos que intentó asignar etnias conocidas a algunos de los nombres que figuran en Génesis, capítulo 10.
- Gomer: «a los que los griegos llaman ahora gálatas, [galos] pero llamados antes gomeritas».
  - Ascanax (Askenaz): «ascanaxos, que ahora son llamados reginos por los griegos».
  - Rifat: «rifateos, ahora llamados paflagonianos».
  - Tigrame (Togarma): «tigrameos, quienes, como los griegos resolvieron, fueron llamados frigios».
- Magog: «los magogitas, pero que son llamados escitas por los griegos».
- Madai: «los madeanos, que son llamados medos por los griegos».
- Javán: «Jonia, y todos los griegos».
  - Elisa: «Eliseos [...] ahora son los eolios».
  - Tarso (Tarsis): «Tarsis, porque antiguamente así era llamada Cilicia». También se deriva el nombre de la ciudad de Tarso de Tarsis.
  - Ceteim (Quitim): «La isla de Cetim: llamada ahora Chipre». También se deriva del nombre griego de la ciudad de Citio, que él explica, proviene de Ceteim.
- Tobel (Tubal): «Tobelos, que ahora son llamados iberos».
- Mosoc (Mesec): «mosquenos [...] ahora son los capadocios». También deriva el nombre de su capital Mazaca de Mesec.
- Tiras (Tiras): «Tirios; pero los griegos les cambiaron el nombre a tracios».

- Cus (Cus): «Etíopes [...] son, incluso en este día, tanto por sí mismos y por todos los hombres en Asia, llamados cogeos».
  - Sabas (Seba): Sabeos.
  - Evilas (Havila): «Evileos, que son llamados getulos».
  - Sabatas (Sabta): «Sabateos, ahora son llamados por los griegos astabaros».
  - Sabacatas (Sabteca): Sabavatenos
  - Ragmo (Raama): Ragmeos
    - Judadas (Dedán): «Judadeos, pueblo de los etíopes occidentales».
    - Sabas (Seba): Sabeos.
- Mesraim (Mitzraim): Egipto, él señala que se le llama Mestre al país.
  - «Los hijos de Mesraim, que eran ocho, poseyeron la tierra que va de Gaza a Egipto, pero solo quedó el nombre de uno de ellos, Filistinos; los griegos llaman a esa parte de la región Palestina. En cuanto al resto, Ludim y Enemim y Labim (el único que habitó en Libia, y le puso su nombre), Nedem y Fetrosim y Ceslem y Geftorim, no sabemos nada de ellos, además de sus nombres. Porque la guerra etíope, que describiremos más adelante, ocasionó la destrucción de esas ciudades».
- Fut: Libia. Afirma que un río y la región «en la región de Maurón» todavía era llamado Fut por los griegos, pero que se había cambiado el nombre «de uno de los hijos de Mesraim, llamado Libios».
- Canaán: Judea, a la que llamó «de su propio nombre, Canaán».
  - Sidonio (Sidón): La ciudad de Sidonio, «llamada por los griegos, Sidón».
  - Amatio (hamateo): «Amatio habitó en Amate, incluso llamado todavía Amatia por sus habitantes, aunque los macedonios la llamaron Epifania, por uno de sus descendientes».
  - Aradio (arvadeo): «la isla de Arado».
  - Arucas (araceo): "Arce, que está en el Líbano".
  - «Pero para los otros siete [hijos de Canaán], Ceteo, Jebuseo, Amorreo, Gergeseo, Eveo, Sineo, Samareo, que no tienen nada en los libros sagrados, sino sus nombres, pues los hebreos destruyeron a sus ciudades».

- Elam: «Los elamitas, antepasados de los persas».
- Asur: asirios, y su ciudad Nínive fue construida por Asur.
- Arfaxad: «Los arfaxadeos, que son ahora los caldeos».
  - Salas (Sala)
    - Heber (Heber): «de su nombre se llamó hebreos a sus descendientes, de entre los que se destacó Abraham patriarca de los israelitas que tomaron su nombre de Jacob (apodado por Dios según la Biblia, como Israel) padre de Judá, quien fue fundador de la tribu israelita homónima, cuyos miembros son los judíos».
      - Falec (Peleg): Se señala que fue llamado así «porque nació en la dispersión de las naciones en sus varios países, ya que Peleg entre los hebreos significa división».
      - Juctas (Joctán)
        - «Elmodad, Salef, Azermot, Ires, Adoram, Ezel, Declas, Ebal, Abimael, Sabeo, Ofir, Evilates y Jobab. Habitaron junto al río Cofen, un río de la India, y en una parte de Asia adyacente».
- Aram: Arameos, «que los griegos llaman sirios».
  - Us (Uz): «Us fundó la Traconita y Damasco: este país se encuentra entre Palestina y Celesiria».
  - Ul (Hul): Armenia
  - Geter: bactrianos
  - Mes (Mas): «mesaneos, región que ahora se llama Espasina Carax».
- Lud: «ludos, ahora llamados lidios».

### En Hipólito
Hipólito de Roma, en su Diamerismatos (c. 234, existente en numerosos ejemplares latinos y griegos), hizo otro intento de asignar grupos étnicos a los nombres en Génesis 10. Se cree que se basó en el Libro de los Jubileos.
Se muestran sus diferencias frente a Josefo a continuación:
- Gomer: capadocios.
  - Askenaz: sármatas.
  - Rifat: saurómatas.
  - Togarma: armenios.
- Magog: gálatas, celtas.
- Javán:
  - Elisa: sículos (Chron Pasc: troyanos y frigios).
  - Tarsis: íberos, tirrenos.
  - Quitim: macedonios, romanos, latinos.
- Tubal: «Hettali» (?)
- Mesec: ilirios.
- Mizraim:
  - Ludim: lidios.
  - Anamim: panfilianos.
  - Patrusim: licios (var.: cretenses).
  - Caftorim: cilicios.
- Put: trogloditas.
- Canaán: africanos y fenicios.
  - Araceo: tripolitanos.
- Lud: halizones.
- Arfaxad:
  - Cainán: «aquellos al este de los sármatas» (una variante)
    - Joctán:
      - Almodad: indios.
      - Selef: bactrianos.
      - Hazar-mavet, Seba: árabes.
      - Adoram: carmianos.
      - Uzal: arianos (var.: partos).
      - Abimael: hircanos.
      - Obal: escitas.
      - Ofir: armenios.
      - Dicla: gedrosianos.
- Aram: «Etes» (?)
  - Hul: lidios (var: colcos).
  - Geter: «Gaspeni» (?)
  - Mas: Mosinecos (var: moscos).

La Crónica de 354, el Panarion de Epifanio de Salamina (c. 375), el Chronicon Paschale (c. 627), la Historia de Albania del historiador georgiano Movses Kaghankatvatsi (siglo VII), y la Sinopsis de las Historias de Juan Skylitzes (c. 1057) sigue las identificaciones de Hipólito.

### En Jerónimo
Jerónimo, escribiendo c. 390, presentó una versión «actualizada» de las identificaciones de Josefo en su obra Cuestiones Hebreas en el Génesis. Su lista es sustancialmente idéntica a la de Josefo en casi todos los aspectos, pero con las siguientes diferencias notables:
- Túbal, hijo de Jafet: «Íberos, que también son los hispanos de los cuales derivan los celtíberos, aunque ciertas personas suponen que deben ser los italianos».
- Geter, hijo de Aram: «Acarnianos o carianos».
- Mash, hijo de Aram: Maeones.

### En Isidoro de Sevilla y autores posteriores
El erudito Isidoro de Sevilla, en su Etymologiae (c. 600), repite todas las identificaciones de Jerónimo, pero con estos cambios de menor importancia:
- Joctán, hijo de Eber: Indios.
- Selef, hijo de Joctán: Bactrianos.
- Magog, hijo de Jafet: «Escitas y godos».
- Askenaz, hijo de Gomer: «Sármatas, a quienes los griegos llaman reginos».

Las identificaciones de Isidoro para los hijos de Jafet fueron repetidas en la Historia Brittonum atribuida a Nennio. También se convirtieron en la base para numerosos estudiosos medievales posteriores, permaneciendo así hasta la era de los descubrimientos, que trajo teorías más actualizadas, como la de Benito Arias Montano (1571), quien propuso identificar a Mesec con Moscú, y Ofir con Perú.
Mientras que Génesis 10 fue estudiado ampliamente por numerosos eruditos cristianos, judíos y musulmanes durante muchos siglos, la frase «Tabla» de naciones solamente apareció y popularizó en la década de 1830.

## Lectura adicional
- Dillmann, A. (1897). Genesis: Critically and Exegetically Expounded 1. Edinburgh: T. and T. Clark. p. 314.
- Kautzsch, E.F. Citado por James Orr (1917). «The Early Narratives of Genesis». En The Fundamentals 1. Los Ángeles: Biola Press.